# Successió d'estats
La successió d'estats és una teoria i una pràctica de les relacions internacionals que té a veure amb el reconeixement i l'acceptació d'un nou estat sobirà per part d'altres estats, basant-se en la relació històrica entre el nou estat i un d'anterior. Té els seus orígens en la diplomàcia del segle XIX.
De manera resumida, si un estat A és considerat el successor d'un estat B, significa que A assumeix tots els drets i obligacions que tenia B a la comunitat internacional, incloent-hi la pertinença a organitzacions internacionals, la responsabilitat de pagar el deute extern, etc.
Un exemple de successió d'estats és la situació que es va produir immediatament després de la dissolució de la Unió de Repúbliques Socialistes Soviètiques (URSS) el 1991. Com que representava el 51% del pes demogràfic i el 77% del territori de l'URSS, la Federació Russa va ser declarada el seu estat successor i va conservar el lloc de l'URSS al Consell de Seguretat de l'ONU i les altres organitzacions internacionals. Les ambaixades soviètiques d'arreu del món també es van convertir en ambaixades russes.
Les Nacions Unides van tractar de manera molt diferent la petició de Sèrbia i Montenegro de ser reconeguda com a estat successor de Iugoslàvia (amb el nom de «República Federal de Iugoslàvia» en lloc del de «República Federal Socialista de Iugoslàvia»). Tanmateix, en aquest cas, les dues repúbliques restants constituïen una minoria de la població i el territori de l'antiga federació, per la qual cosa l'ONU no va permetre a la nova federació assistir a l'Assemblea General de les Nacions Unides amb el nom de «Iugoslàvia». Durant una dècada, el nou estat va ser conegut amb el nom forçat d'«Antiga República Federal de Iugoslàvia».